# Chiesa di San Giorgio al Corso

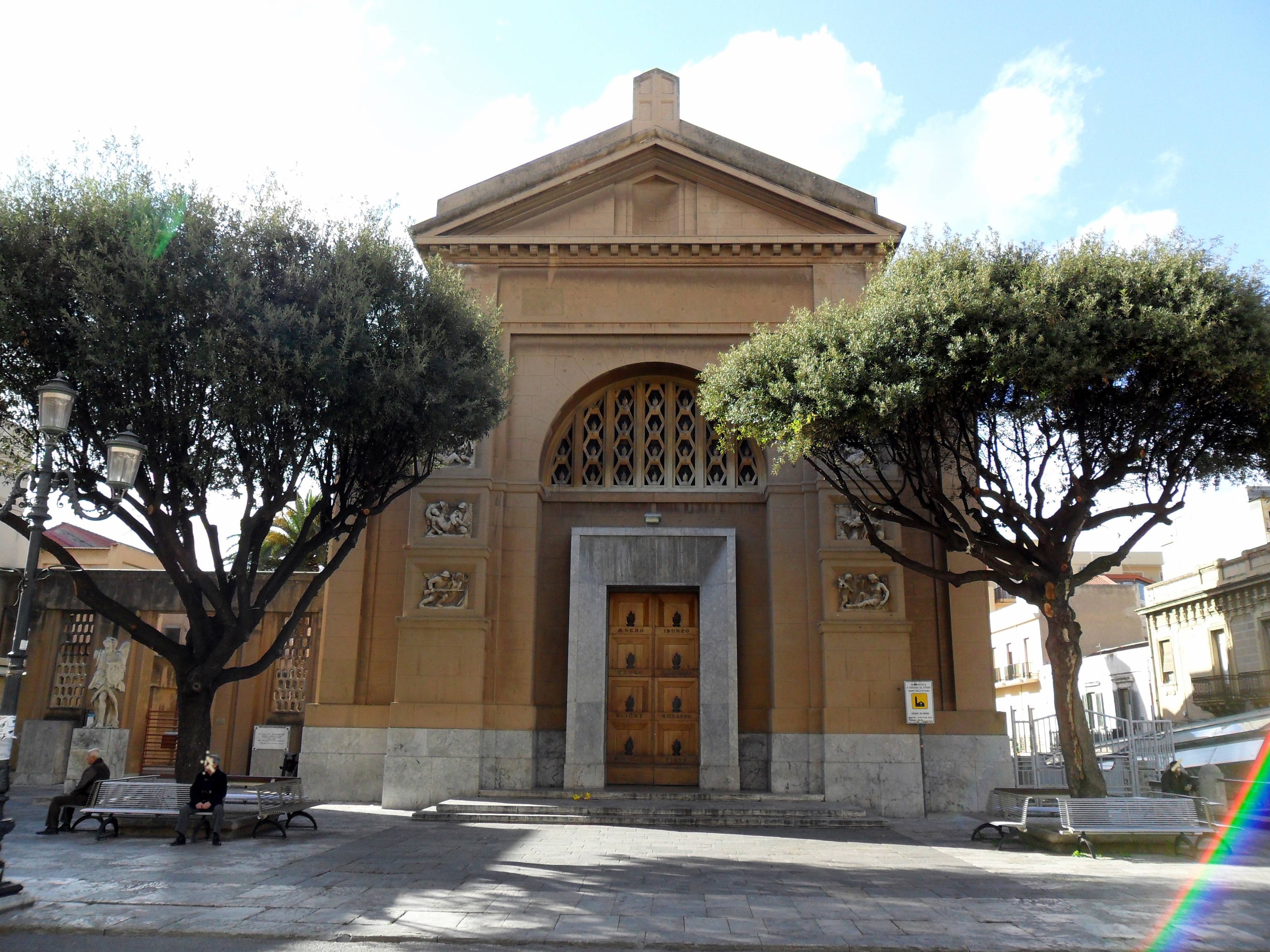
Prospetto principale

La chiesa di San Giorgio al Corso è una chiesa di Reggio Calabria, dedicata a San Giorgio, santo patrono della città. L'edificio volge il portale principale sul Corso Garibaldi e costeggia la via Giudecca.

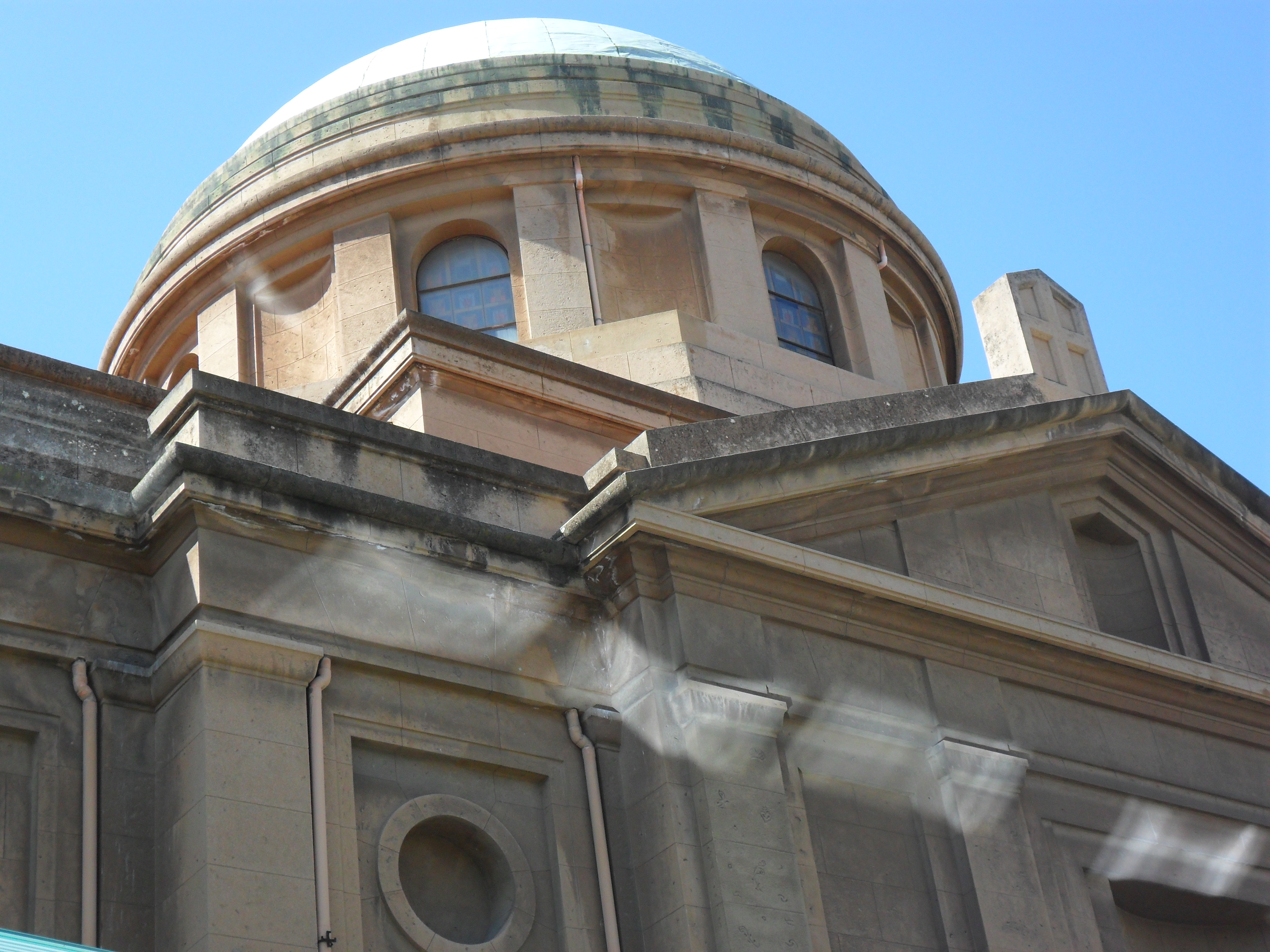
La grande cupola della chiesa

Negli anni è stata conosciuta con diverse denominazioni: San Giorgio Intra Moenia (distinta da San Giorgio Extra Moenia), San Giorgio de Gulpheriis, San Giorgio di Sartiano in La Judeca o San Giorgio in la Judeca (poiché sorgeva nel quartiere ebraico) e Tempio della Vittoria.

## Architettura
Eretta a parrocchia il 12 ottobre 1596 da monsignor Annibale D'Afflitto (arcivescovo di Reggio Calabria dal 1593 al 1638), venne distrutta completamente dal terremoto del 1908. Fu ricostruita seguendo il progetto dell'architetto Camillo Autore ed inaugurata il 26 maggio 1935.
L'attuale edificio si presenta in forme semplici e imponenti con facciata di stile classico dominata da un portale monumentale sormontato da una grande vetrata dove è raffigurato San Giorgio mentre uccide il drago. Nel portale e ai suoi lati si trovano dei bassorilievi rappresentanti scene del primo conflitto mondiale con su impresse le località delle battaglie.
L'attuale edificio è stato inaugurato il 25 maggio 1935 alla presenza del Principe Umberto di Savoia,delle famiglie nobili e notabili reggine quali: Abenavoli, Alberti, Brath, Filocamo, Genoese, Giuffrè, Griso, Guarna, Logoteta, Mazzacuva, Nesci, Plutino, Sacco, Salazar, Spanò, Tripepi, Zerbi, delle autorità civili, militari e cavalleresche religiose(Cavalieri di Malta, Templari di Livonia e Teutonici) dell'epoca e nasce dalla ricostruzione post terremoto su progetto di Camillo Autore.
La chiesa ha una pianta a croce latina e una sola navata con quattro cappelle per lato, tra cui quella del Crocefisso concepita come cappella dedicata ai Caduti. Da evidenziare è il catino dell'abside decorato a mosaico. La parte alta della struttura religiosa è costituita da volte a botte, interrotte da archi, posti anche ai quattro lati del Santuario,  in corrispondenza dei pilastri, mentre l'Abside, raccolta da un arco trionfale sulla fronte, è stata coperta con una volta sferica a base semicircolare.  Lo stesso motivo degli archi limita, sui quattro lati, il Santuario. Il pavimento ed il rivestimento delle pareti della chiesa è caratterizzato da lastre di marmo grigio di Billiemi, decorato con pietra chiara di Trani, presente anche nella parte centrale del Santuario, intagliata in una croce che è indirizzata verso l'altare maggiore. Ai lati della navata le moderne statue di San Giuseppe col Bambino, dell'Immacolata e del Beato Giovanni; la statua di Sant'Anna e la Madonna Bambina; il busto di San Giorgio ed un dipinto di scuola ottocentesca raffigurante la Madonna del Rosario e i Santi.
Nella piazza prospiciente la chiesa (Piazza San Giorgio) è collocata la statua raffigurante l'Angelo Tutelare, scultura risalente al 1637 che rappresenta San Michele Arcangelo, in origine posta a protezione della città a poca distanza dalla Porta della Dogana.
A lato della chiesa si trovano i resti archeologici di una struttura religiosa della Reggio medievale.
Nel 1968 venne trasferito nella chiesa di San Giorgio al Corso l'organo a canne costruito nel 1930 dalla ditta Balbiani per la cattedrale e, nella nuova destinazione, collocato sulle due cantorie ai lati della cupola. Lo strumento, poi, è stato restaurato dalla ditta Michelotto nel 2000 e dalla stessa ampliato nel 2003. Attualmente dispone di due tastiere di 61 note ciascuna ed una pedaliera di 32.

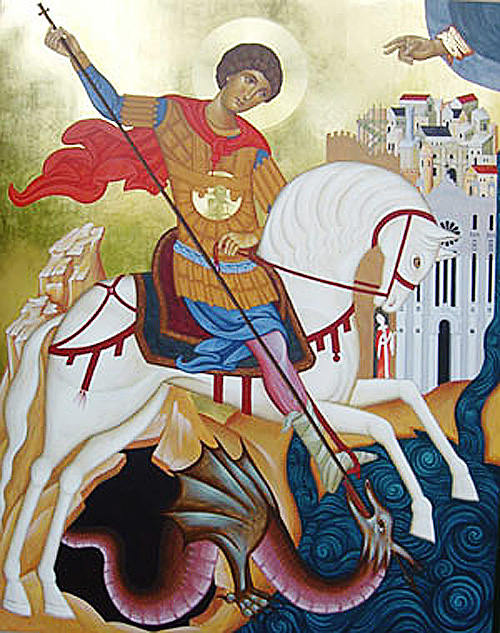
Icona (custodita nella chiesa di San Giorgio Extra) di San Giorgio che uccide il drago, sullo sfondo il Duomo e la città di Reggio.

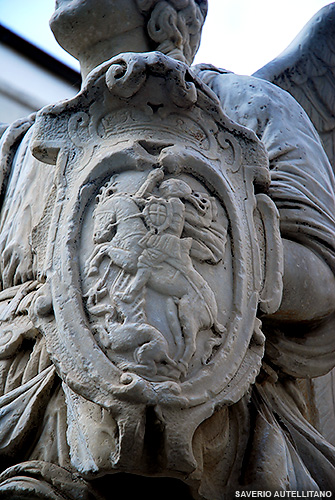
Scudo di San Giorgio che uccide il drago sulla Statua dell'Angelo Tutelare in piazza S.Giorgio

## L'antico culto di San Giorgio in città
L'origine dell'antichissimo culto reggino a San Giorgio risale agli inizi dell'XI secolo ed è legato all'episodio che portò Reggio ad infliggere una sconfitta ai saraceni che insidiavano le coste calabresi. Nel 1086 il saraceno Bonavert di Siracusa sbarcò a Reggio distruggendo il monastero di San Nicolò sulla Punta Calamizzi e la chiesa di San Giorgio danneggiando le effigi dei Santi. Ma il Duca Ruggero Borsa contrattaccò ed inseguì Bonavert, lo uccise in battaglia e conquistò Siracusa. Per questa vittoria i reggini adottarono San Giorgio a loro protettore (si dice infatti che Ruggero sarebbe stato assistito dal Santo contro Bonavert).
Proprio a questo periodo corrisponde del resto la devozione della città a Giorgio, il "cavaliere dei santi, santo dei cavalieri", di cui canta il Carducci nell'ammirare la statua di Donatello:
Grazie a Monsignor Antonio Maria De Lorenzo Arcivescovo, che documenta l'antichissima tradizione della città di Reggio nel culto verso il suo patrono San Giorgio, sappiamo infatti che al santo furono dedicate molte chiese della città (San Giorgio di Sartiano in La Judeca, San Giorgio di Lagonia, San Giorgio intra moenia e San Giorgio extra moenia).
In particolare nell'attuale Chiesa di San Giorgio al Corso con un solenne atto ai piedi dell'altare del santo patrono si chiudevano ogni anno le elezioni municipali. Pubblicate le liste elettorali al palazzo di città, venivano poi sorteggiati i consiglieri. Quindi tra questi si decidevano sei nomi che venivano chiusi dentro palline di argento e messi in borsette separate secondo i ceti, che a loro volta erano poste sull'altare di San Giorgio. L'ultimo giorno dell'elezione, dopo la messa dello Spirito Santo, avveniva per mano di un bambino l'estrazione dei tre sindaci che avrebbero governato per un anno il comune.